# Great Bavington
Great Bavington är en ort i civil parish Bavington, i grevskapet Northumberland i England. Orten är belägen 17 km från Hexham. Great Bavington var en civil parish 1866–1958 när det uppgick i Bavington. Civil parish hade 44 invånare år 1951.